# Instabilità di Saffman-Taylor

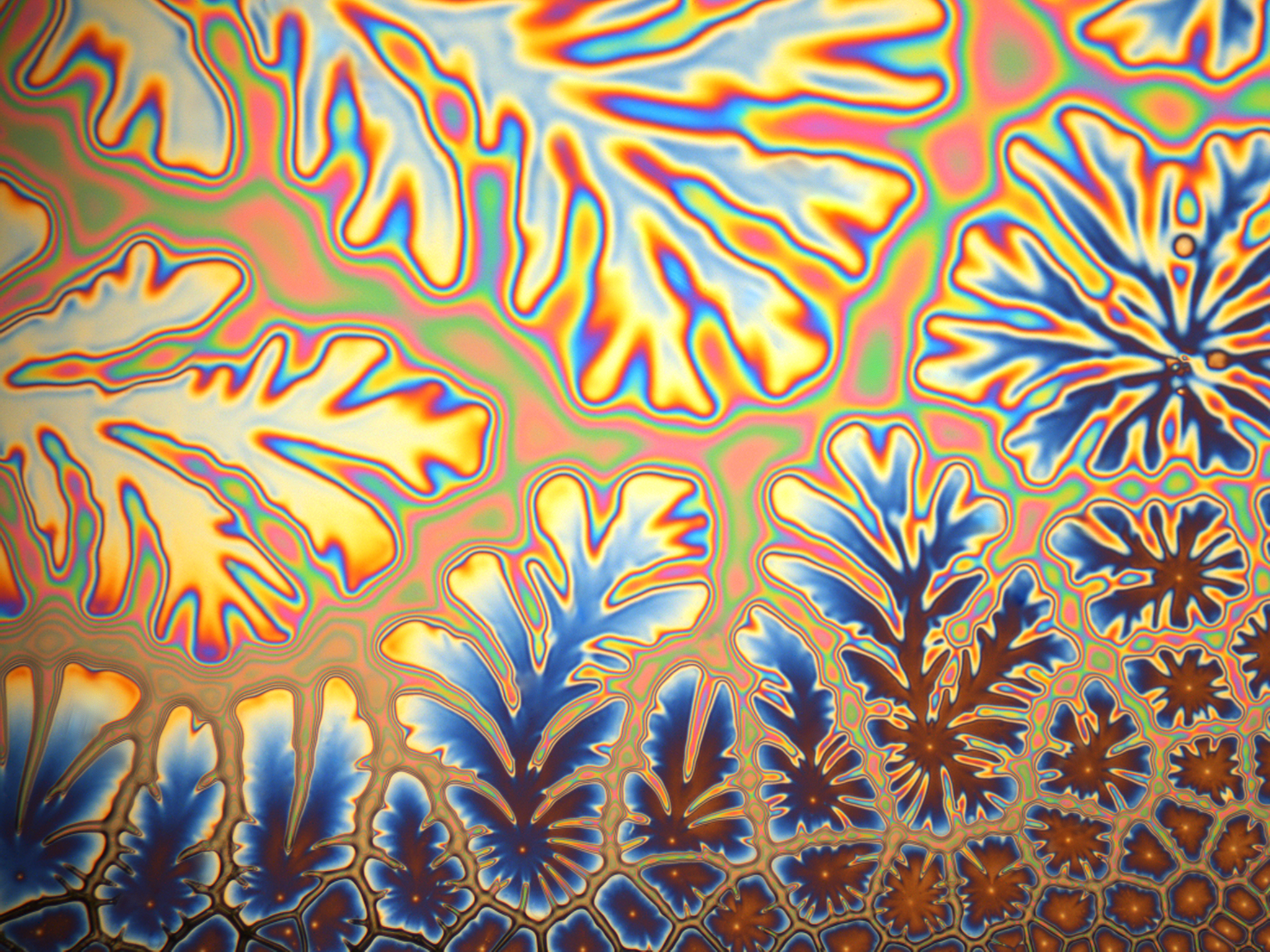
Esempio di fingering viscoso in una cella di Hele-Shaw.

L'instabilità di Saffman-Taylor, nota anche come fingering viscoso, è un processo di formazione di pattern (con una forma che ricorda delle dita) causato da un'instabilità fluidodinamica in un'interfaccia tra due fluidi con viscosità differente all'interno di un mezzo poroso, descritta matematicamente da Philip Saffman e G. I. Taylor in un articolo del 1958.
Il processo avviene quando un fluido meno viscoso viene iniettato all'interno del mezzo, spostando un preesistente fluido più viscoso, mentre nel caso opposto l'interfaccia fra i due fluidi è stabile. Un fenomeno analogo, dovuto però alla differenza di densità (sotto l'effetto della gravità) è l'instabilità di Rayleigh-Taylor, nel caso in cui un fluido più pesante è posto al di sopra di uno più leggero.
Ciò si verifica quando viene iniettato un fluido meno viscoso, che ne sposta uno più viscoso; nella situazione inversa, in cui il fluido più viscoso sposta l'altro, l'interfaccia è stabile e non si osserva alcuna instabilità. In sostanza, lo stesso effetto si verifica sotto la spinta della gravità (senza iniezione) se l'interfaccia è orizzontale e separa due fluidi di densità diversa, con quello più pesante sopra l'altro: questo fenomeno è noto come instabilità di Rayleigh-Taylor.
La maggior parte degli studi sperimentali sul fingering viscoso vengono condotti utilizzando celle di Hele-Shaw, costituite da due lastre di vetro parallele e ravvicinate, contenenti un fluido viscoso. Le due configurazioni più comuni sono la configurazione a canale, in cui il fluido meno viscoso viene iniettato ad un'estremità, e la configurazione radiale, in cui il fluido meno viscoso invece viene iniettato al centro della cella. Nella configurazione rettangolare il sistema evolve fino a formare un singolo dito, mentre nella configurazione radiale il pattern si evolve formando sempre più "dita" mediante successive divisioni delle punte.
Il fenomeno si può verificare ad esempio nel suolo durante processi di drenaggio. Instabilità analoghe al fingering viscoso possono anche essere osservate in contesti biologici.

## Derivazione matematica nel caso di interfaccia planare
Il caso più semplice è quello di un'interfaccia planare, che fu l'oggetto del lavoro originale di Saffman e Taylor, anche se era già stato oggetto di studio in precedenza. Un fluido con viscosità {\displaystyle \mu _{1}} viene spinto nella direzione {\displaystyle x} all'interno di un altro fluido con viscosità {\displaystyle \mu _{2}} con una certa velocità {\displaystyle V}. Ipotizzando che il mezzo poroso abbia una permeabilità {\displaystyle \Pi } costante e isotropa, dalla legge di Darcy (per la quale la velocità è proporzionale al gradiente della pressione) si ottiene il campo di pressione, nel caso non perturbato, nei due fluidi {\displaystyle i=1,\,2}:{\displaystyle p_{i}^{(0)}=p_{\text{int}}-{\frac {V\mu _{i}}{\Pi }}x,}dove {\displaystyle p_{\text{int}}} è la pressione all'interfaccia, assumendo un sistema di riferimento in cui essa è posta a {\displaystyle x=0}. Se tale interfaccia viene perturbata con {\displaystyle x=\eta _{0}\exp {\left(\mathrm {i} ky+\sigma t\right)}} (assumendo ampiezza {\displaystyle \left|\eta _{0}\right|\ll 1} infinitesima, e decomposizione in modi normali nel piano {\displaystyle x-y} con {\displaystyle k} il vettore d'onda nella direzione {\displaystyle y} e {\displaystyle \sigma } il tasso di crescita dell'instabilità), il campo di pressione diventa:{\displaystyle p_{i}=p_{i}^{(0)}+p'_{i}\left(x\right)\exp {\left(\mathrm {i} ky+\sigma t\right)}.}Combinando l'incompressibilità del campo di velocità con la legge di Darcy, si trova che il campo di pressione deve essere armonico (ossia soddisfare l'equazione di Laplace {\displaystyle \nabla ^{2}p'_{i}=0}), e richiedendo come condizioni al contorno che la perturbazione vada a zero per {\displaystyle x\to \pm \infty }, si trovano {\displaystyle p'_{1}={\tilde {p}}_{1}e^{kx}} e {\displaystyle p'_{2}={\tilde {p}}_{2}e^{-kx}}, con {\displaystyle {\tilde {p}}} delle costanti da ricavare imponendo la condizione di continuità della pressione all'interfaccia. Linearizzando, imponendo che la velocità del fluido nella direzione {\displaystyle x} corrisponda alla velocità dell'interfaccia, e combinando con la legge di Darcy si trova:{\displaystyle -{\frac {\Pi }{\mu _{i}}}\left.{\frac {\partial p'_{i}}{\partial x}}\right|_{x=0}=\sigma \eta _{0},}da cui {\displaystyle {\tilde {p}}_{1}=-{\frac {\sigma \eta _{0}\mu _{1}}{\Pi k}}} e {\displaystyle {\tilde {p}}_{2}={\frac {\sigma \eta _{0}\mu _{2}}{\Pi k}}}. 
Imponendo che i due campi di pressione siano uguali all'interfaccia:{\displaystyle -V\mu _{1}-{\frac {\sigma \mu _{1}}{k}}=-V\mu _{2}+{\frac {\sigma \mu _{2}}{k}},}da cui {\displaystyle \sigma =kV\left(\mu _{2}-\mu _{1}\right)/\left(\mu _{1}+\mu _{2}\right)}, il che significa che la perturbazione cresce (e quindi il sistema è instabile) quando {\displaystyle \mu _{2}>\mu _{1}}, ossia quando il fluido iniettato è meno viscoso del fluido preesistente. 
Tale trattazione semplificata ha il problema di avere la perturbazione non limitata in {\displaystyle k}, ossia il modo più instabile è quello con {\displaystyle k\to \infty }. Il problema può essere risolto introducendo effetti di tensione superficiale (per i quali si ha un salto di pressione all'interfaccia, come descritto dalla legge di Young-Laplace), per i quali, se {\displaystyle \gamma } è la tensione superficiale e {\displaystyle H_{f}} la curvatura media dell'interfaccia, si ha:{\displaystyle \sigma ={\frac {kV\left(\mu _{2}-\mu _{1}\right)-\gamma H_{f}k^{3}}{\mu _{1}+\mu _{2}}}.}Tali termini sopprimono dunque la perturbazione a piccola scala (numero d'onda elevato) e l'instabilità si osserva al numero d'onda {\displaystyle k} per cui il tasso di crescita {\displaystyle \sigma } è massimo.
Nel caso di geometria radiale, il principio di base dell'instabilità rimane lo stesso, e la selezione del numero d'onda più instabile corrisponde a selezionare un dato numero (intero) di "dita".